# A Change of Spirit
A Change of Spirit é um filme mudo de 1912, do gênero dramático em curta-metragem estadunidense, escrito e dirigido por D. W. Griffith, estrelado por Blanche Sweet e William J. Butler.

## Elenco
- Blanche Sweet
- William J. Butler
- Kate Toncray
- Henry B. Walthall
- Charles Hill Mailes
- Walter Miller
- Robert Harron
- Joseph McDermott
- W. Chrystie Miller
- W. C. Robinson